# Ivry-le-Temple
Ivry-le-Temple település Franciaországban, Oise megyében. Lakosainak száma 876 fő (2022. január 1.). Ivry-le-Temple Fresne-Léguillon, Hénonville, Monneville, Monts, Neuville-Bosc, Senots, Villeneuve-les-Sablons és Saint-Crépin-Ibouvillers községekkel határos.

## Népesség
A település népességének változása:
| Lakosok száma | 677  | 722  | 763  | 776  | 804  | 831  | 843  | 854  | 876  |
|               | 2013 | 2015 | 2016 | 2017 | 2018 | 2019 | 2020 | 2021 | 2022 |